# Belisama (cohete)
Belisama fue un tipo de cohete sonda francés de una sola etapa, propulsado por combustible sólido y construido a finales de los años 1960.
El primer Belisama voló el 1 de enero de 1968, y el último el 1 de enero de 1969, con cuatro lanzamientos en total, todos exitosos.

## Versiones

### Belisama
Versión básica.

#### Especificaciones
- Apogeo: 92 km
- Masa total: 100 kg
- Diámetro: 0,21 m

### Epona
Cohete de dos etapas, formado por dos Belisama. Sólo se lanzó una vez, el 6 de marzo de 1968.

#### Especificaciones
- Apogeo: 60 km
- Empuje en despegue: 24 kN
- Masa total: 100 kg
- Diámetro: 0,1 m

Longitud total: 4,4 m